# Byttneria triadenia
Byttneria triadenia är en malvaväxtart som beskrevs av C.L. Cristobal. Byttneria triadenia ingår i släktet Byttneria och familjen malvaväxter. Inga underarter finns listade i Catalogue of Life.